# I Zakon franciszkański
I Zakon franciszkański – grupa zakonów męskich żyjących według Reguły św. Franciszka zatwierdzonej przez papieża Honoriusza III w 1223 roku. Nazwa „zakon” jest nieprecyzyjna; odnosi się do czasów niepodzielonego I Zakonu św. Franciszka, Ordo Fratrum Minorum (1209–1517).
Obecnie do I Zakonu św. Franciszka zaliczane są instytuty na prawie papieskim:
- Zakon Braci Mniejszych
- Zakon Braci Mniejszych Konwentualnych
- Zakon Braci Mniejszych Kapucynów
- Franciszkanie Niepokalanej
- Franciszkanie Odnowy[1].

Instytuty na prawie diecezjalnym:
- Bracia Mniejsi Odnowieni.

Wszystkie te zakony posiadają wspólną Regułę, ale własne konstytucje, statuty i struktury organizacyjne. Na mocy orzeczenia papieskiego z 1619 roku Zakon Braci Mniejszych, Zakon Braci Mniejszych Konwentualnych i Zakon Braci Mniejszych Kapucynów są w jednakowym stopniu spadkobiercami św. Franciszka i założonego przez niego zakonu.

## Historia
W jakiś czas po nawróceniu św. Franciszek wraz ze swoimi pierwszymi naśladowcami udał się do papieża, by uzyskać potwierdzenie swojego sposobu życia. Właśnie to wydarzenie uznaje się za moment założenia Zakonu. Zatwierdzenie ustnej reguły przez papieża Innocentego III miało miejsce prawdopodobnie 16 kwietnia 1209 roku. Ponieważ pierwsza reguła św. Franciszka nie była spisana, Kuria Rzymska nie sporządziła również żadnego dokumentu w tej sprawie. Pisemna reguła (zwana Regula bullata) została potwierdzona przez papieża Honoriusza III bullą „Solet annuere” z dnia 29 listopada 1223 roku.
W chwili śmierci św. Franciszka (1226) zakon liczył sobie ok. 5000 braci. Szybki rozwój był spowodowany z jednej strony nowatorskimi ideami założyciela i radykalizmem braci, a z drugiej: sprzyjającą atmosferą rodzącej się w Kościele powszechnej dążności do odnowy życia religijnego. Wędrujący początkowo, bez stałych siedzib bracia poczęli niebawem osiadać w klasztorach, jednakże bez charakterystycznego dla zakonów mniszych stabilitas loci. Jeszcze za życia św. Franciszka zakon został podzielony na prowincje. Na czele każdej z nich stał minister prowincjalny. Zakonem zarządzał minister generalny. Jednakże w tym pierwszym okresie istnienia zakonu struktury organizacyjne i terminologia nie były jeszcze w pełni określone. Bracia spotykali się na kapitule. Organizowane początkowo kilka razy do roku, potem raz rocznie w okolicy Uroczystości Zesłania Ducha Świętego, ostatecznie zaś raz na kilka lat, kapituły miały charakter spotkania braterskiego. Odbywały się one w kolebce zakonu, podasyskim kościółku Matki Bożej Anielskiej, zwanym Porcjunkulą. Z powodu dużej ilości braci od 1221 na kapitule generalnej spotykali się tylko przedstawiciele prowincji. Z biegiem czasu kapituły przyjęły charakter organizacyjny: ustawodawczy i wyborczy.
Różne interpretacje reguły i praktyki dotyczące ubóstwa spowodowały powstanie podziałów. Pierwsza linia interpretacji (observantia laxata) postulowała, za cenę złagodzenia ubóstwa, podjęcie przez braci różnorakich zadań w Kościele: misji ad gentes, działalności naukowej, kaznodziejskiej. Druga linia (observantia extrema) stanowiła przeciwieństwo pozostałej. Jej cechą charakterystyczną było usiłowanie zachowywania reguły w dosłowny sposób. Trzecia linia (observantia mitigata) stanowiła wyważony kompromis. Elementy tych trzech opcji można odnaleźć w późniejszych odgałęzieniach i podziałach I i II Zakonu. Spory dotyczyły też obowiązku zachowywania zaleceń świętego zawartych w „Testamencie św. Franciszka” z 1226 roku.
Kontrowersje na temat ubóstwa i zadań, jakie powinni podejmować bracia, ciągnęły się z mniejszym czy większym natężeniem przez całą historię zakonu. Znalazły swój wyraz w autonomiczności obserwantów od braci konwentualnych w XV w., a następnie w ich rozdzieleniu w 1517 przez papieża Leona X bullą „Ite et vos in vineam meam”, w powstaniu kapucynów oraz podziałach obserwantów w ramach jednego zakonu na autonomiczne gałęzie. Także w dzisiejszych czasach dążenie do reform znalazło swoje ucieleśnienie w powstaniu Franciszkanów Odnowy (Franciscan Friars of Renewal) w 1987 roku.
W Polsce pierwsze klasztory franciszkańskie powstały w 1236 we Wrocławiu i Opolu, a następny w 1237 w Krakowie.

## Podział wspólnoty zakonnej

### Zakon Braci Mniejszych
Zakon Braci Mniejszych (łac. Ordo Fratrum Minorum) to zakon połączony w całość w 1897, pot. franciszkanie. W Polsce ze względów historycznych pot. obserwanci (reformaci, bernardyni, alkantarzyści). Władze zakonne na szczeblu generalatu, nakazały jednak, by członkowie prowincji, których korzenie w jakimś stopniu sięgają czasów obserwanckich, zaprzestały używania nazw tradycyjnych, tzn. bernardyni i reformaci. Wszyscy prowincjałowie polscy potwierdzili przyjęcie tej decyzji generała w specjalnym oświadczeniu z 8 maja 1991 roku.
Ważne ośrodki w Polsce to sanktuaria maryjne w Kalwarii Zebrzydowskiej, Leżajsku, Panewnikach, Wambierzycach, sanktuaria świętych w Dukli, Górze św. Anny, Prudniku, Radecznicy, liczne parafie i specjalistyczne duszpasterstwa (akademickie, charytatywne, młodzieżowe) oraz Kustodia Ziemi Świętej. Każda prowincja posiada własne wyższe seminaria, a wywodzący się z nich naukowcy pracują w uniwersytetach krajowych i zagranicznych. Bracia mniejsi posiadają w Polsce kilka eremów (m.in. Dukla, Woźniki, na Śliwkuli w Jaworzynce).
Strój zakonny to brązowy habit przepasany białym sznurem (łac. cingulum), dobrowolnie zakonnicy mają też w zwyczaju noszenie koronki franciszkańskiej u sznura i piuski.
Podział Zakonu Braci Mniejszych w Polsce
1. Prowincja Wniebowzięcia Najświętszej Maryi Panny – Katowice
2. Prowincja Matki Bożej Anielskiej − Kraków (pot. Reformaci)
3. Prowincja Niepokalanego Poczęcia NMP − Kraków (pot. Bernardyni)
4. Prowincja św. Franciszka z Asyżu – Poznań
5. Prowincja św. Jadwigi – Wrocław

### Zakon Braci Mniejszych Konwentualnych
Zakon Braci Mniejszych Konwentualnych (łac. Ordo Fratrum Minorum Conventualium) pot. franciszkanie, najważniejsze ośrodki w Polsce to klasztor w Niepokalanowie założony przez św. Maksymiliana Marię Kolbego oraz Bazylika św. Franciszka z Asyżu w Krakowie, gdzie nieprzerwanie pracują od 1237. Od XIII w. są stróżami grobu i bazyliki św. Franciszka w Asyżu oraz bazyliki św. Antoniego w Padwie. Ważne ośrodki w Polsce to liczne klasztory w centrach miast, sanktuaria, parafie i wydawnictwa. Zaangażowani w działalność kulturalną (Fioretti), medialną (Radio Niepokalanów, TV Puls) i misyjną (co 4 brat mniejszy konwentualny pochodzący z polskiej prowincji pracuje poza granicami kraju), wśród młodzieży i osób uzależnionych.
Strój zakonny to czarny lub szary habit z kapturem przepasany białym sznurem.
Podział Zakonu Braci Mniejszych Konwentualnych w Polsce
1. Prowincja św. Antoniego z Padwy i bł. Jakuba Strzemię w Krakowie
2. Prowincja Matki Bożej Niepokalanej w Warszawie[12]
3. Prowincja św. Maksymiliana Marii Kolbego w Gdańsku

### Zakon Braci Mniejszych Kapucynów
Zakon Braci Mniejszych Kapucynów (łac. Ordo Fratrum Minorum Capuccinorum) to zakon nawiązujący do tradycji życia pierwszych franciszkanów założony przez Matteo Serafini da Bascio. W 1528 formalnie wyodrębnili się, w 1619 zatwierdzeni przez papieża, a w 1681 przybyli do Polski. W okresie rozbiorów odgrywali ważną rolę jako działacze społeczni i niepodległościowi. Ważne ośrodki w Polsce to m.in. Ośrodek Apostolstwa Trzeźwości w Zakroczymiu.
Strój zakonny to kasztanowy habit z charakterystycznym długim kapturem przepasany sznurem (cingulum).
Podział Zakonu Braci Mniejszych Kapucynów w Polsce
1. Prowincja św. Józefa Oblubieńca NMP w Krakowie
2. Prowincja św. Wojciecha i św. Stanisława w Warszawie

### Franciszkanie Niepokalanej
Zgromadzenie powstałe we Włoszech w 1970 jako odrośl Franciszkanów Konwentualnych. Charyzmat franciszkański jest tu ściśle zespolony z oddaniem się Maryi Niepokalanej w duchu św. Maksymiliana Kolbe.
Strój zakonny posiada krój habitu Franciszkanów Konwentualnych, różniąc się szaro-niebieskim kolorem.

### Zgromadzenie Franciszkańskiej Odnowy
Franciszkanie Odnowy – Wspólnota Franciszkańskiej Odnowy (ang. Community of the Franciscan Friars of the Renewal), znana także pod nazwą Zakon Braci Franciszkanów Maryi Niepokalanej, żebracza wspólnota zakonna założona w 1987 roku przez ośmiu braci Kapucynów z prowincji Nowy Jork i New Jersey, w celu dalszej pracy nad zapoczątkowaną w ich zakonie w XVI wieku indywidualną i społeczną reformą Kościoła Katolickiego. Wśród założycieli byli między innymi o. Benedict Groeschel, o. Stan Fortuna – raper wykonujący rap chrześcijański, o. Robert Stanion, o. Glen Sudano i o. Andrew Apostoli. Formalnie założona w 1990 roku jako Publiczne Stowarzyszenie Wiernych przez kardynała Johna O’Connora. Patronką zakonu jest Matka Boża z Guadalupe, orędowniczka nienarodzonych dzieci.